# Prix Femina
Prix Femina – francuska nagroda literacka utworzona w 1904 z inicjatywy poetki Anny de Noailles oraz pisarki Judith Gautier (córki Teofila Gautier) przez 22 kobiety, współpracowniczki magazynu „La Vie heureuse”, wsparta później również przez czasopismo „Femina”. Wyniki są ogłaszane co roku w pierwszą środę listopada. W jury znajdują się wyłącznie kobiety, choć zwyciężyć mogą także mężczyźni.

## Historia
Nagroda powstała jako przeciwwaga dla „męskiej” Nagrody Goncourtów. Pierwotnie nosiła nazwę „Prix Vie heureuse”, od nazwy magazynu wydawanego przez wydawnictwo Hachette. Po raz pierwszy nagroda została przyznana w dniu 4 grudnia 1904 decyzją jury, liczącego 20 pań (dwukrotnie więcej, niż liczba mężczyzn w jury nagrody Goncourtów). Poza Anną de Noailles znalazły się w nim czołowe przedstawicielki francuskiej elity intelektualnej, m.in. Caroline de Broutelles (dyrektorka czasopisma), Julia Allard-Daudet (wdowa po pisarzu Alfonsie Daudecie), Jeanne Nette (żona Catulle Mendèsa), Lucie Faure (żona Georges’a Goyau), Séverine, Juliette Adam, Gabrielle Réval. W latach 20. XX w. zmieniono nazwę nagrody na obecną „Prix Femina” (lub „Prix Fémina”) – od nazwy wspierającego ją czasopisma utworzonego przez Pierre Lafitte'a. Liczbę członkiń jury ograniczono do 12.

## Lista nagrodzonych
Nagrody są przyznawane w trzech kategoriach: Prix Femina, Prix Femina Essai, Prix Femina Étranger (powieści zagraniczne).

### Prix Femina
2022 : Un chien à ma table – Claudie Hunzinger
2021 : S'adapter – Clara Dupont-Monod
2020 : Nature humaine – Serge Joncour
2019 : Par les routes – Sylvain Prudhomme
2018 : Le Lambeau – Philippe Lançon
2017 : La Serpe – Philippe Jaenada
2016 : Le Garçon – Marcus Malte
2015 : La Cache – Christophe Boltanski
2014 : Bain de lune – Yanick Lahens
2013 : La Saison de l’ombre – Léonora Miano
2012 : Peste et Choléra – Patrick Deville
2011 : Jayne Mansfield 1967 – Simon Liberati
2010 : La vie est brève et le désir sans fin – Patrick Lapeyre
2009 : Personne – Gwenaëlle Aubry
2008 : Où on va, papa? – Jean-Louis Fournier
2007 : Baisers de cinéma – Eric Fottorino
2006 : Lignes de faille (Znamię) – Nancy Huston
2005 : Asile de fous – Régis Jauffret
2004 : Une vie française  – Jean-Paul Dubois
2003 : Le complexe de Di – Dai Sijie
2002 : Les adieux à la reine  – Chantal Thomas
2001 : Rosie Carpe – Marie Ndiaye
2000 : Dans ces bras-là – Camille Laurens
1999 : Anchise – Maryline Desbiolles
1998 : Le Dit de Tianyi – François Cheng
1997 : Amour noir –  Dominique Noguez
1996 : Week-end de chasse à la mère – Genevière Brisac
1995 : La Classe de neige – Emmanuel Carrère
1994 : Port-Soudan – Olivier Rolin
1993 : L'Oeil du silence – Marc Lambron
1992 : Aden – Anne-Marie Garat
1991 : Déborah et les anges dissipés – Paula Jacques
1990 : Nous sommes éternels – Pierrette Fleutiaux
1989 : Jours de colère – Sylvie Germain
1988 : Le Zèbre – Alexandre Jardin
1987 : L'Égal à Dieu – Alain Absire
1986 : L'Enfer – René Belletto
1985 : Sans la miséricorde du Christ – Héctor Bianciotti
1984 : Tous les soleils – Bertrand Visage
1983 : Riche et légère – Florence Delay
1982 : Les Fous de Bassan – Anne Hébert
1981 : Le Grand Vizir de la nuit – Catherine Hermary-Vieille
1980 : Joue-nous España – Jocelyne François
1979 : Le Guetteur d'ombre – Pierre Moinot
1978 : Un amour de père – François Sonkin
1977 : La neige brûle – Régis Debray
1976 : Le Trajet – Marie-Louise Haumont
1975 : Le Maître d'heure – Claude Faraggi
1974 : Bazyliszek – René-Victor Pilhes
1973 : Juan Maldonne – Michel Dard
1972 : Ciné-roman – Roger Grenier
1971 : La Maison des Atlandes – Angelo Rinaldi
1970 : La Crève – François Nourissier
1969 : La Deuxième Mort de Ramón Mercader – Jorge Semprún
1968 : L’Oeuvre au noir – Marguerite Yourcenar
1967 : Élise ou la Vraie Vie – Claire Etcherelli
1966 : Nature morte devant la fenêtre – Irène Monesi
1965 : Quelqu'un – Robert Pinget
1964 : Le Faussaire – Jean Blanzat
1963 : La Nuit de Mougins – Roger Vrigny
1962 : Le Sud – Yves Berger
1961 : Le Promontoire (The Promontory) – Henri Thomas
1960 : La Porte retombée – Louise Bellock
1959 : Au pied du mur – Bernard Privat
1958 : L'Empire céleste (Café Céleste) – Françoise Mallet-Joris
1957 : Le Carrefour des solitudes – Christian Megret
1956 : Les Adieux – François-Régis Bastide
1955 : Le pays où l'on arrive jamais – André Dhôtel
1954 : La Machine humaine – Gabriel Véraldi
1953 : La Pierre angulaire – Zoé Oldenbourg
1952 : Le Souffle – Dominique Rolin
1951 : Jabadao – Anne de Tourville
1950 : La Femme sans passé – Serge Groussard
1949 : La Dame de coeur – Maria Le Hardouin
1948 : Les Hauteurs de la ville – Emmanuel Roblès
1947 : Bonheur d'occasion – Gabrielle Roy
1946 : Le Temps de la longue patience – Michel Robida
1945 : Le Chemin du soleil – Anne-Marie Monnet
1944 : Décerné aux Éditions de Minuit
1943 : brak zwycięzcy
1942 : brak zwycięzcy
1941 : brak zwycięzcy
1940 : brak zwycięzcy
1939 : La Rose de la mer – Paul Vialar
1938 : Caroline ou le Départ pour les îles – Félix de Chazournes
1937 : Campagne – Raymonde Vincent
1936 : Sangs – Louise Hervieu
1935 : Bénédiction – Claude Silve
1934 : Le Bateau-refuge – Robert Francis
1933 : Claude – Geneviève Fauconnier
1932 : Le Pari – Ramon Fernandez
1931 : Nocny lot – Antoine de Saint-Exupéry
1930 : Cécile de la Folie – Marc Chadourne
1929 : La Joie – Georges Bernanos
1928 : Georgette Garou – Dominique Dunois
1927 : Grand-Louis l'innocent – Marie Le Franc
1926 : Prodige du coeur – Charles Silvestre
1925 : Jeanne d’Arc – Joseph Delteil
1924 : Le Bestiaire sentimental – Charles Derennes
1923 : Les Allongés – Jeanne Galzy
1922 : Silbermann – Jacques de Lacretelle
1921 : Cantegril – Raymond Escholier
1920 : Le Jardin des Dieux – Edmond Gojon
1919 : Les Croix de bois – Roland Dorgelès
1918 : Le Serviteur – Henri Bachelin
1917 : L'Odyssée d'un transport torpillé – René Milan
1916 : brak zwycięzcy
1915 : brak zwycięzcy
1914 : brak zwycięzcy
1913 : La Statue voilée – Camille Marbo
1912 : Feuilles mortes – Jacques Morel
1911 : Le Roman du malade – Louis de Robert
1910 : Marie-Claire – Marguerite Audoux
1909 : Le reste est silence – Edmond Jaloux
1908 : La Vie secrète – Édouard Estaunié
1907 : Princesses de science – Colette Yver
1906 : Gemmes et moires – André Corthis
1905 : Jean-Christophe – Romain Rolland
1904 : La Conquête de Jérusalem – Myriam Harry

### Prix Femina Essai
2022 : Tombeaux : autobiographie de ma famille – Annette Wieviorka
2021 : Un étranger nommé Picasso – Annie Cohen-Solal
2020 : Joseph Kabris ou Les possibilités d'une vie – Christophe Granger
2019 : Giono furioso – Emmanuelle Lambert
2018 : Gaspard de la nuit  – Élisabeth de Fontenay
2017 : Mes pas vont ailleurs – Jean-Luc Coatalem
2016 : Charlotte Delbo, la vie retrouvée – Ghislaine Dunant
2015 : Claude Lévi-Strauss – Emmanuelle Loyer
2014 : Et dans l'éternité je ne m'ennuierai pas – Paul Veyne
2013 : Dictionnaire amoureux de Marcel Proust – Jean-Paul Enthoven i Raphaël Enthoven
2012 : Ethno-roman – Tobie Nathan
2011 : L'Homme qui se prenait pour Napoléon: Pour une histoire politique de la folie – Laure Murat
2010 : Élisée Reclus : géographe, anarchiste, écologiste – Jean-Didier Vincent
2009 : Histoire de chambres – Michèle Perrot
2008 : Voix off – Denis Podalydès
2007 : L'Encre du voyageur – Gilles Lapouge
2006 : Qui dit je en nous? Une histoire subjective de l'identité – Claude Arnaud
2005 : L'ensauvagement – Thérèse Delpech
2004 : L'Indiscrétion des frères Goncourt – Roger Kempf
2003 : Une saison de machettes – Jean Hatzfeld
2002 : Massoud – Michael Barry

### Prix Femina Étranger
2022 : La dépendance – Rachel Cusk
2021 : Madame Hayat – Ahmet Altan
2020 : Ce que je ne veux pas savoir i Le coût de la vie – Deborah Levy
2019 : Ordesa – Manuel Vilas
2018 : La neuvième heure – Alice McDermott
2017 : Ecrire pour sauver une vie, le dossier Louis Till – John Edgar Wideman
2016 : Les Vies de papier – Rabih Alameddine
2015 : Thirst – Kerry Hudson
2014 : Ce qui reste de nos vies – Ceruja Szalew
2013 : Canada – Richard Ford
2012 : The Buddha in the Attic – Julie Otsuka
2011 : Say Her Name – Francisco Goldman
2010 : Purge (Oczyszczenie) – Sofi Oksanen
2009 : Maurice mit Huhn – Matthias Zschokke
2008 : Chaos calme – Sandro Veronesi
2007 : Le goût de la mère – Edward Saint-Aubyn
2006 : L'Histoire de Chicago May – Nuala O'Faolain
2005 : The Falls – Joyce Carol Oates
2004 : Sang impur – Hugo Hamilton
2003 : La porte – Magda Szabó
2002 : Montedidio – Erri De Luca
2001 : Mauvaise Pente – Keith Ridgway
2000 : Mon Frère – Jamaica Kincaid
1999 : Le Bouddha blanc – Hitonari Tsuji
1998 : Pleine Lune – Antonio Muñoz Molina
1997 : La Capitale déchue – Jia Pingwa
1996 : Demain dans la bataille, pense à moi – Javier Marías
1995 : Rouge décanté – Jeroen Brouwers
1994 : Royaume interdit – Rose Tremain
1993 : L'Enfant volé – Ian McEwan
1992 : Love, etc. – Julian Barnes
1991 : Ce vaste monde – David Malouf
1990 : Matin perdu – Vergilio Ferreira
1989 : La Vérité sur Lorin Jones – Alison Lurie
1988 : La Boîte noire – Amos Oz
1987 : Mouflets – Susan Minot
1986 : Bethsabée – Torgny Lindgren
1985 : Michael K, sa vie, son temps – John Maxwell Coetzee